# الظافر بأمر الله
الظافر بأمر الله أو الظافر بأعداء الله أو الظافر بدين الله (1149 - 1154) أبو المنصور إسماعيل ابن الحافظ لدين الله كان الخليفة الفاطمي الثاني عشر.
ولد في فبراير عام 1133 م سنة 527 هجري وتولى الخلافة وعمره 17 سنة سنة 544 هجري 1149م. كان أول وزير له سليم بن محمد بن مصال الذي ثار عليه والي الاسكندريه والبحيرة علي بن اسحاق بن السلار فسار إلى القاهرة وخلع ابن مصال واصبح هو وزيرا على غير رغبة الظافر وهرب ابن مصال إلى الصعيد فحاربه العادل ابن السلار حتى قتله، ثم خرج القائد عباس ابن أبو الفتوح على ابن السلار وارسل من قتله في القاهرة سنة 1152 م واصبح هو وزيرا ولقب بالافضل عباس وكانت علاقة ابنه نصر بن عباس قوية بالخليفة ولكن في إحدى الليالى غدر نصر بن عباس بصديقه الخليفة وقتله سنة 549 هجري أبريل سنة 1154م.
في أيام الظافر أخذ الصليبيون مدينة عسقلان من الفاطميين وكثر الضعف والوهن في الدولة وكان هو محبا للهو واللعب والوزراء متحكمين فيه وقد بنى مسجد الفكهاني في خط الشوايين في القاهرة. تم اغتياله من قبل ابن وزيره المسمى نصر بن عباس في أبريل عام 1154 م.
| سبقه الحافظ لدين الله | الخلافة الفاطمية 1149 - 1154 | تبعه الفائز بدين الله |

| قبله: الحافظ لدين الله | أئمة الإسماعيلية المستعلية الحافظية | بعده: الفائز بدين الله |